# Verrucaria olivacella
Verrucaria olivacella är en lavart som beskrevs av Servít. Verrucaria olivacella ingår i släktet Verrucaria och familjen Verrucariaceae.   Inga underarter finns listade i Catalogue of Life.